# 毛里裘斯航空
毛里裘斯航空（英語：Air Mauritius）是毛里裘斯的國家航空公司，其總部設於首都路易港西沃薩古爾·拉姆古蘭爵士國際機場。毛里裘斯航空現時每周共提供80個航班，服務全球30個城市。
2017年，該公司是撒哈拉以南非洲地區的第四大航空公司，並在歐洲，非洲和印度洋地區市場佔有重要地位。

## 歷史
毛里裘斯航空於1967年6月14日由阿美迪·密爾加特（Amédée Maingard）成立。1972年8月，一架租賃自馬達加斯加航空的6座位的Piper PA-31 Navajo飛機投入服務，開始了商業飛行，首條航線是由毛里裘斯往羅德里格島。
首條國際航線於1977年開辦，使用波音707客機飛行。
在80年代，毛里裘斯航空更向南非航空租用波音747SP客機，並在1988年引入波音767客機，加強長途航線機隊陣容。
毛里裘斯航空是首間引入A340客機的南半球航空公司，也是全球數間與直升機航班（直升機型號是貝爾公司生產）提供混合服務的航空公司之一（其餘數間分別是俄羅斯航空、英國航空、撒哈拉航空）
1988年，毛里裘斯航空一架波音767-23B ER客機（3B-NAL，別名`City of Port Louis`）由新斯科舍哈利法克斯不停站飛往毛里裘斯，全程14,042公里（8,727海里），飛行時間16小時27分鐘，創下雙引擎客機當時的飛行紀錄。
1995年，毛里裘斯航空正式在股票交易所上市。現時的股權分布為：毛里裘斯航空股份公司（51%）、公眾（19.97%）、路易港基金（6.32%）、區域投資公司（4.72%）、毛里裘斯政府（4.53%）、羅格斯及公司（4.28%）、英國航空（3.84%）、法國航空（2.78%）、印度航空（2.56%）。
2006年12月，毛里裘斯航空以全新A340-300E客機服務倫敦希斯路機場及香港航線。2007年底，毛里裘斯航空引入兩架A330-200客機，取代波音767。
2007年底，毛里裘斯航空以全新空中巴士A330-200；2009年10月交付了同類型第二架飛機。
2014年7月16日，毛里裘斯航空公司在法恩堡航空展上與空中巴士簽訂備忘錄，向空巴直接訂購4架空客A350-900飛機，並租賃引進另外兩架A350-900飛機，其中兩架將從AerCap Holdings租賃。將主要用來執飛從毛里裘斯到歐洲、亞洲和澳大利亞的航線。
2016年3月，毛里求斯航空公司開航直飛新加坡。並加強新加坡與吉隆坡兩地客貨運，刺激亞洲和非洲之間的運輸增長。

## 航點及目的地
截至2012年5月，毛里裘斯航空的目的地如下：
| 毛里裘斯航空航點 | 毛里裘斯航空航點 | 毛里裘斯航空航點                | 毛里裘斯航空航點  |
| ---------------- | ---------------- | ------------------------------- | ----------------- |
| 國家和地区       | 城市             | 機場                            | 備註              |
| 毛里裘斯         |                  |                                 |                   |
| 模里西斯         | 路易港           | 西沃薩古爾·拉姆古蘭爵士國際機場 | 樞紐機場          |
| 模里西斯         | 羅德里格斯島     | 羅德里格斯島機場                |                   |
| 非洲             |                  |                                 |                   |
| 马达加斯加       | 塔那那利佛       | 塔那那利佛/伊瓦圖國際機場       |                   |
| 留尼汪           | 聖但尼           | 留尼旺羅蘭·加洛斯機場           |                   |
| 留尼汪           | 聖皮埃爾         | 皮埃爾機場                      |                   |
| 南非             | 開普敦           | 開普敦國際機場                  |                   |
| 南非             | 德班             | 德班國際機場                    |                   |
| 南非             | 約翰尼斯堡       | 坦博國際機場                    |                   |
| 塞舌尔           | 馬埃島           | 塞舌爾國際機場                  |                   |
| 亞洲             |                  |                                 |                   |
| 香港             | 香港             | 香港國際機場                    |                   |
| 中国大陆         | 上海             | 浦东国际机场                    |                   |
| 印度             | 班加羅爾         | 班加羅爾國際機場                |                   |
| 印度             | 金奈             | 清奈國際機場                    |                   |
| 印度             | 德里             | 英迪拉·甘地國際機場             |                   |
| 印度             | 孟買             | 賈特拉帕蒂·希瓦吉國際機場       |                   |
| 马来西亚         | 吉隆坡           | 吉隆坡國際機場                  |                   |
| 新加坡           | 新加坡           | 樟宜機場                        |                   |
| 歐洲             |                  |                                 |                   |
| 法國             | 巴黎             | 巴黎夏爾·戴高樂機場             |                   |
| 瑞士             | 日內瓦           | 日內瓦國際機場                  | 季節性航班        |
| 英国             | 倫敦             | 希斯路機場                      |                   |
| 大洋洲           |                  |                                 |                   |
|                  | 珀斯             | 珀斯機場                        | 2022年11月2日恢復 |

## 機隊

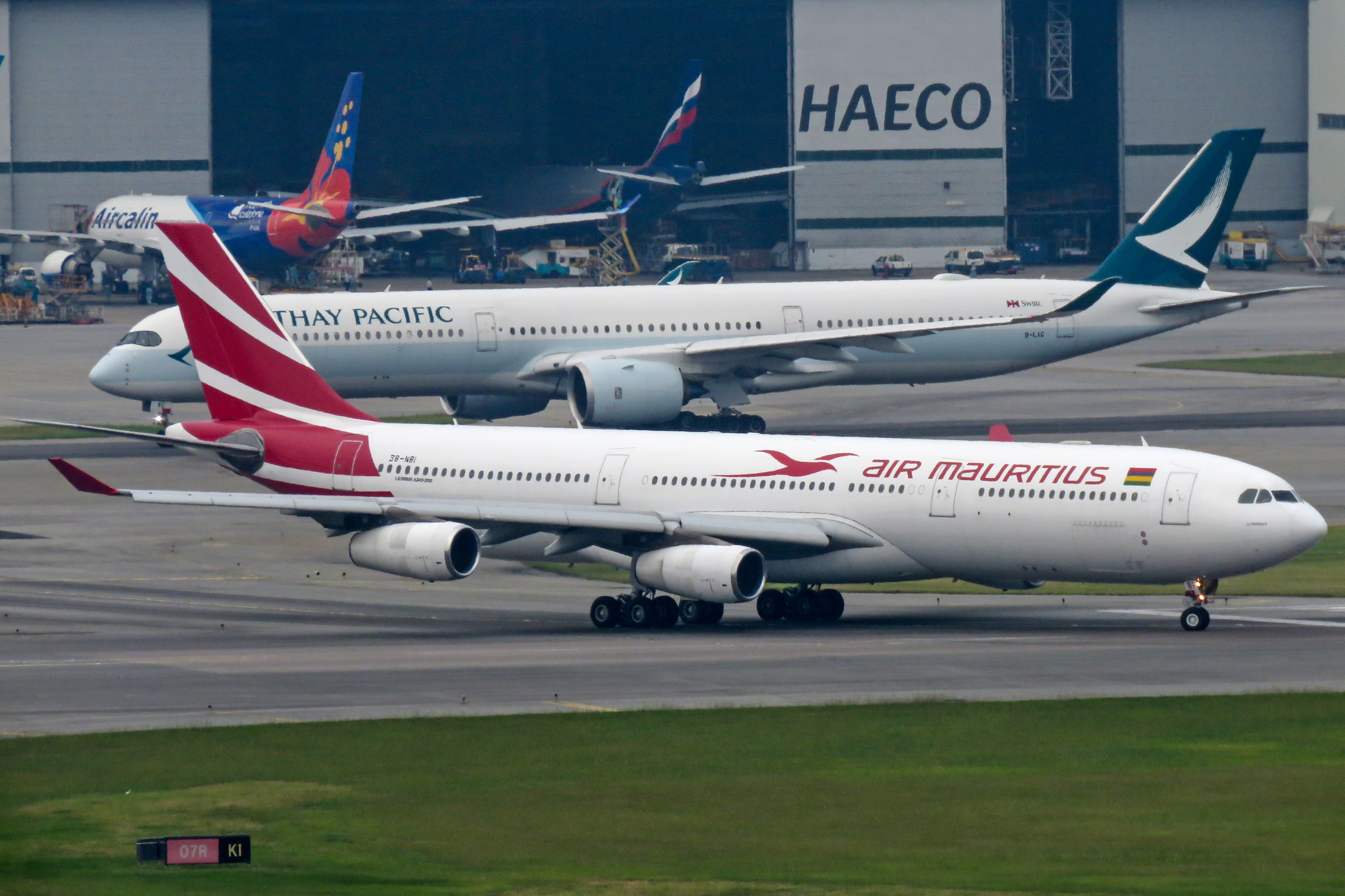
新塗裝的毛里裘斯航空A340-300在香港國際機場（2018年）

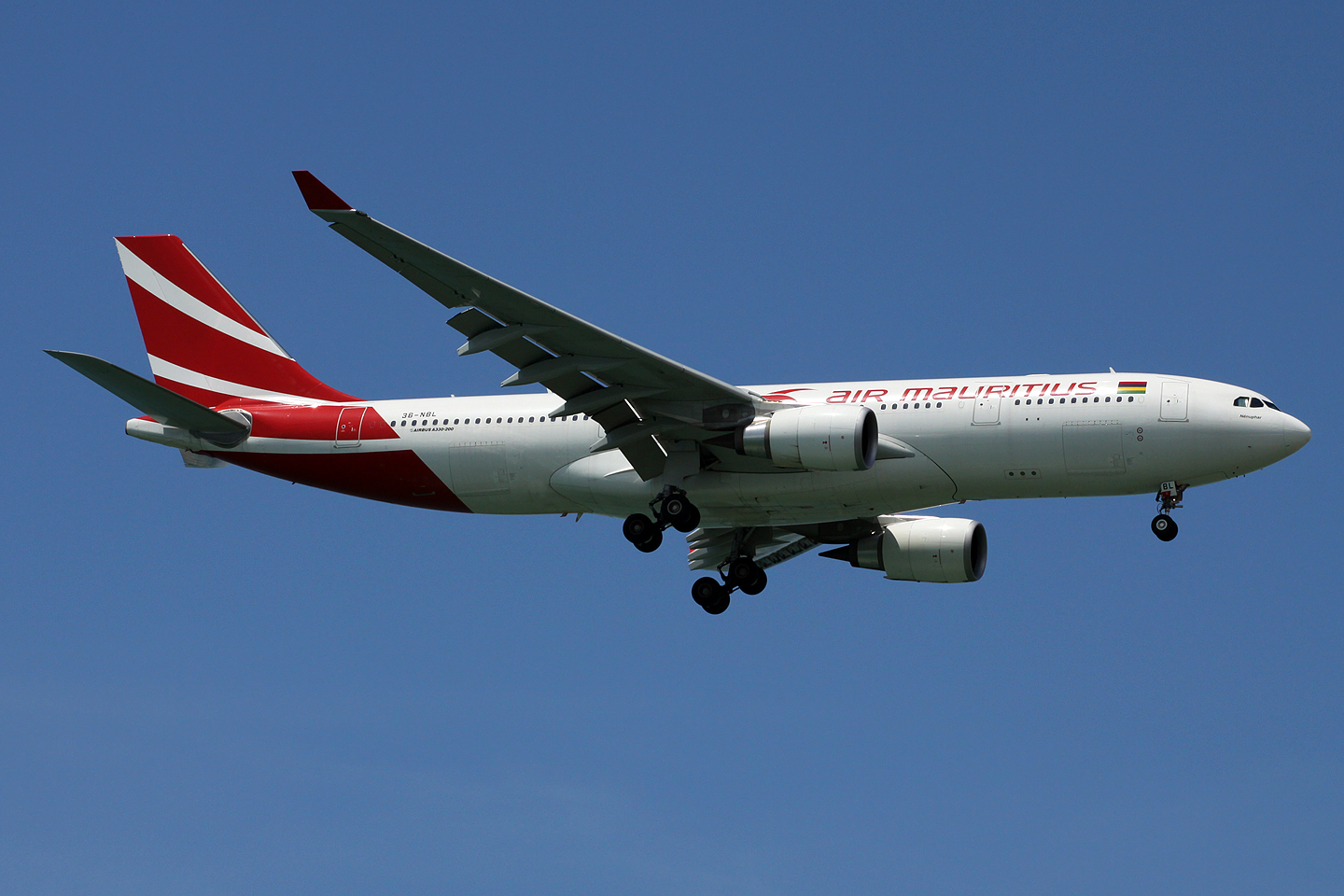
新塗裝毛里裘斯航空A330-200正在降落於新加坡樟宜機場（2010年）

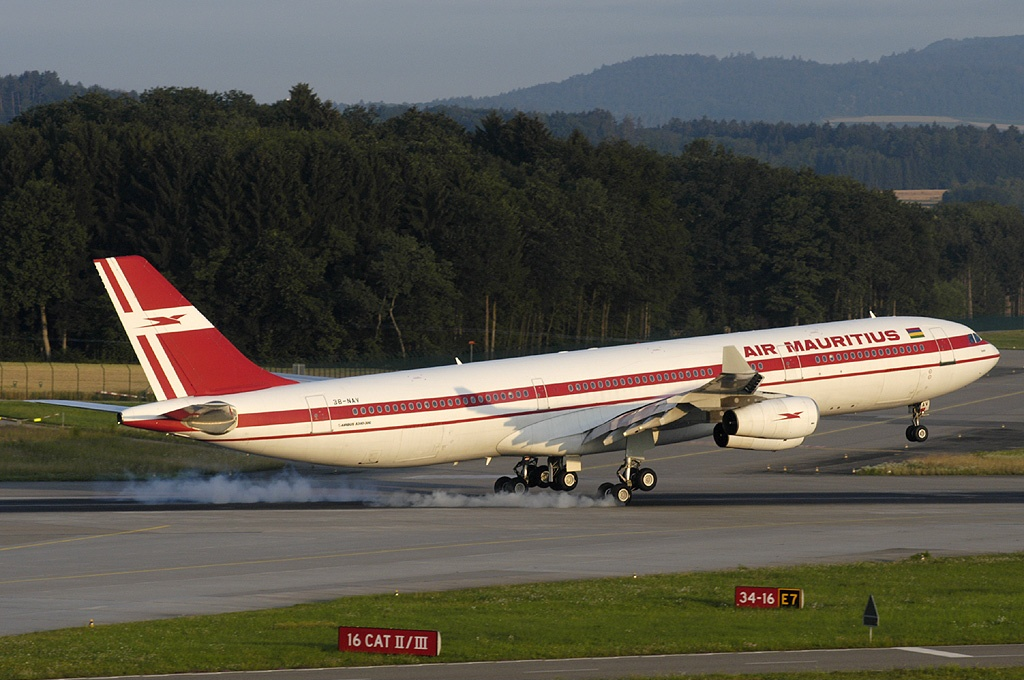
舊塗裝毛里裘斯航空A340正在降落於蘇黎世機場（2004年）

截至2022年6月，毛里裘斯航空機隊平均機齡7.2年，詳情如下：

### 已退役機隊
- 1架Piper PA-31 Navajo
- 2架波音707-320
- 2架波音707-400
- 3架波音747SP
- 2架波音767-200ER
- 1架波音767-300ER
- 2架空中巴士A319-100
- 2架空中巴士A330-200
- 5架空中巴士A340-300
- 2架ATR 42-500

雖然毛里裘斯人口數量不多（120萬），但對比於其他提供洲際服務的航空公司，毛里裘斯航空的洲際機隊規模算是較大。毛里裘斯航空更是非洲南部首間全以空中巴士飛機飛行中長程航線的航空公司。

## 外部連結
- 毛里裘斯航空官方網站 （页面存档备份，存于）
- 毛里裘斯航空機隊資料（页面存档备份，存于）